# Brian Hart
Brian Roger Hart (London, Engleska, 7. rujna 1936. − Epping, Essex, Engleska, 5. siječnja 2014.) je bio britanski vozač automobilističkih utrka, te osnivač tvrtke Brian Hart Limited. Od 1967. do 1971. je nastupao u Europskoj Formuli 2, a najbolji rezultat je ostvario 1967. na Hockenheimringu, kada je u bolidu Protos-Ford Cosworth za momčad Ron Harris Racing Division, osvojio drugo mjesto iza pobjednika Franka Gardnera. U Formuli 1 je upisao nastup na Nürburgringu za Veliku nagradu Njemačke 1967. koja je bila prvenstvena utrka te sezone, no Hart je vozio bolid Formule 2, te nije mogao osvojiti bodove.  Jedini nastup u bolidu Formule 1 je upisao na neprvenstvenoj utrci 1962. na stazi Crystal Palace, kada je u bolidu Lotus-Ford osvojio šesto mjesto.

## Vanjske poveznice
- Brian Hart - Driver Database
- Brian Hart - Stats F1